# Tomball
Tomball is een plaats (city) in de Amerikaanse staat Texas, en valt bestuurlijk gezien onder Harris County en Montgomery County.

## Demografie
Bij de volkstelling in 2000 werd het aantal inwoners vastgesteld op 9089.
In 2006 is het aantal inwoners door het United States Census Bureau geschat op 10.053, een stijging van 964 (10,6%).

## Geografie
Volgens het United States Census Bureau beslaat de plaats een oppervlakte van
26,3 km², geheel bestaande uit land. Tomball ligt op ongeveer 57 m boven zeeniveau.

## Plaatsen in de nabije omgeving
De onderstaande figuur toont nabijgelegen plaatsen in een straal van 20 km rond Tomball.